# Gazeta, em que se relatam as novas todas, que ouve nesta corte, e que vieram de várias partes no mês de novembro de 1641
La Gazeta, em que se relatam as novas todas, que ouve nesta corte, e que vieram de várias partes no mês de novembro de 1641 est le premier périodique périodique portugais. 

## Historique
Il a été créé en 1641 à Lisbonne par Manuel de Galhegos.